# Pluvial Abbassia
Le pluvial Abbassia est une longue période humide et pluvieuse qui concerna le nord de l'Afrique de 120 à 90 000 ans avant nos jours. Elle débute lors de la transition entre le Pléistocène moyen et le Pléistocène supérieur. Concernant les hommes vivant en Afrique du Nord, le pluvial Abbassia se développe durant Paléolithique moyen, plus précisément le Middle Stone Age, et coïncide avec l'expansion de l'industrie lithique de l'Atérien.

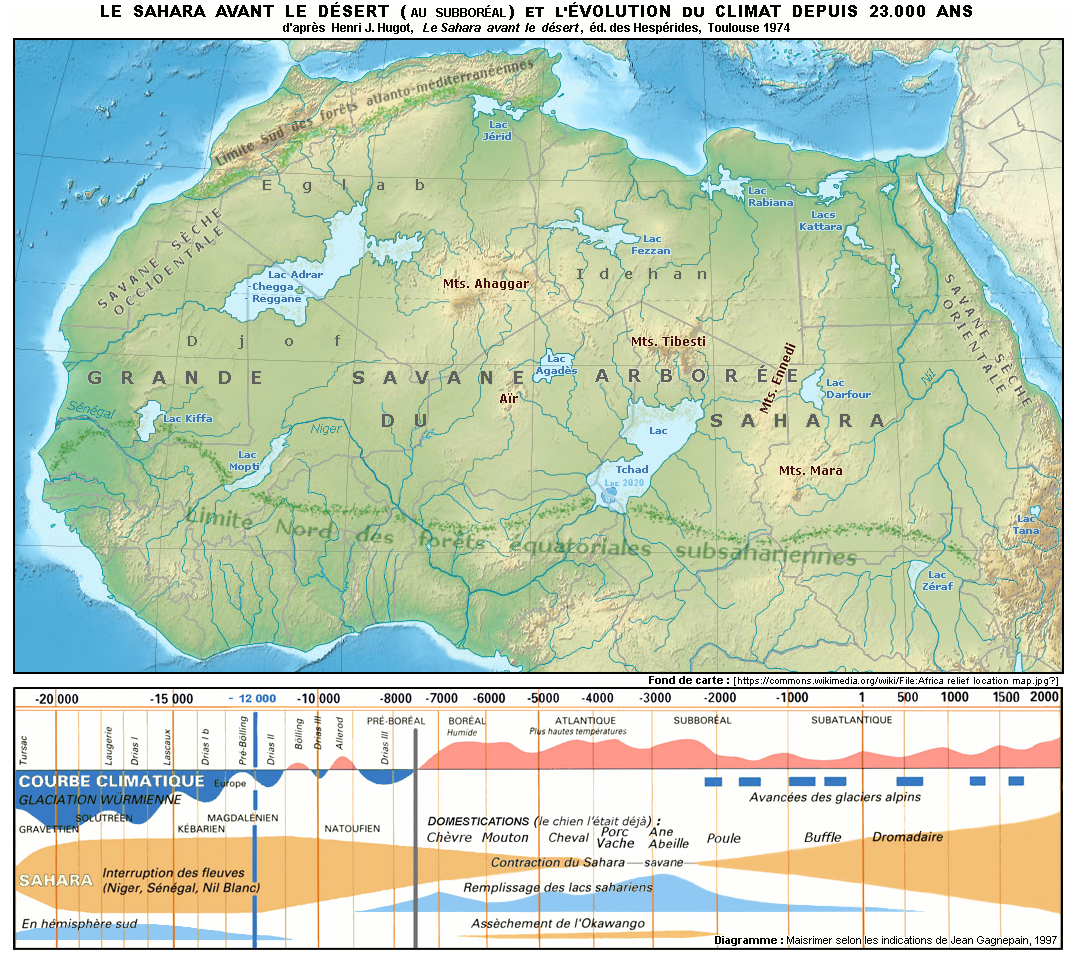
Le « Sahara vert » du pluvial Abbassia, du pluvial du Moustérien et de l'optimum climatique de l'Holocène (figuré dans le diagramme chronologique en-dessous) : la végétation était de type savane arborée et la faune, attestée par les restes fossiles et l'art rupestre, comprenait des autruches, des gazelles, des girafes, des rhinocéros, des éléphants, des hippopotames, des crocodiles…

Comme le pluvial du Moustérien (50-30 000 ans) qui lui succéda, c'est une période où régnaient des conditions humides et fertiles sur le Sahara, qui devint un « Sahara vert », abritant des lacs, des marécages, des rivières et une végétation luxuriante ; tout cela disparut avec le climat sec qui le suivit.
La faune qui est désormais celle des prairies, savanes et terres boisées du sud du Sahara était présente dans tout le nord de l'Afrique à ce moment.
Les cultures de l'âge de la pierre, notamment celles du Moustérien et de l'Atérien, furent florissantes au pluvial Abbassia.
Les conditions climatiques ont peut-être été une circonstance favorisant l'émigration hors d'Afrique de l'Homme moderne,,.